# Municipio de Black Rock
El municipio de Black Rock (en inglés: Black Rock Township) es un municipio ubicado en el condado de Lawrence en el estado estadounidense de Arkansas. En el año 2010 tenía una población de 1285 habitantes y una densidad poblacional de 21,3 personas por km².

## Geografía
El municipio de Black Rock se encuentra ubicado en las coordenadas 36°7′47″N 91°7′42″O / 36.12972, -91.12833. Según la Oficina del Censo de los Estados Unidos, el municipio tiene una superficie total de 60.32 km², de la cual 59,62 km² corresponden a tierra firme y (1,16 %) 0,7 km² es agua.

## Demografía
Según el censo de 2010, había 1285 personas residiendo en el municipio de Black Rock. La densidad de población era de 21,3 hab./km². De los 1285 habitantes, el municipio de Black Rock estaba compuesto por el 98,05 % blancos, el 0,93 % eran amerindios, el 0,16 % eran asiáticos, el 0,16 % eran de otras razas y el 0,7 % eran de una mezcla de razas. Del total de la población el 0,78 % eran hispanos o latinos de cualquier raza.